# Buck Martinez
John Albert « Buck » Martinez (né le 7 novembre 1948 à Redding, Californie, États-Unis) est un ancien joueur et entraîneur de baseball devenu commentateur sportif.
Il évolue dans la Ligue majeure de baseball comme receveur pendant 17 saisons, de 1969 à 1986. Il est gérant des Blue Jays de Toronto durant la saison 2001 et au début de la saison 2002. Il dirige aussi l'équipe des États-Unis durant la Classique mondiale de baseball 2006.
Buck Martinez est depuis 2010 le descripteur principal des matchs des Blue Jays de Toronto télédiffusés sur Sportsnet.

## Carrière de joueur
Buck Martinez amorce sa carrière professionnelle en 1967 dans les ligues mineures avec un club affilié aux Phillies de Philadelphie. Réclamé par les Astros de Houston au repêchage de la règle 5 en décembre 1968, il est immédiatement transféré aux Royals de Kansas City dans un échange n'impliquant que des joueurs de ligues mineures.
Martinez joue son premier match dans le baseball majeur le 18 juin 1969 pour Kansas City. Il est receveur réserviste du club jusqu'en 1977, à l'exception de la saison 1972, qu'il passe avec leur club-école à Omaha.
Le 8 décembre 1977, les Royals échangent Martinez et le lanceur droitier Mark Littell aux Cardinals de Saint-Louis contre le releveur gaucher Al Hrabosky, et les Cardinals le transfèrent immédiatement aux Brewers de Milwaukee pour le lanceur droitier George Frazier.
Après avoir joué pour Milwaukee de 1978 à 1980, les Brewers l'échangent le 10 mai 1981 aux Blue Jays de Toronto contre le voltigeur Gil Kubski. Martinez évolue 6 saisons à Toronto. Il frappe 10 circuits par saison en 1982 et 1983. C'est en 1984 qu'il voit le plus d'action en une année, alors qu'il dispute 102 matchs des Jays. Il fait partie de l'équipe des Blue Jays qui remporte son premier championnat de division en 1985, mais sa saison prend fin prématurément lors du match du 9 juillet à Seattle. Lors d'une séquence inusitée d'événements, Martinez obtient deux assistance lors d'un double jeu. Il reçoit le relais du voltigeur de gauche Jesse Barfield pour retirer le coureur Phil Bradley, mais il se casse la jambe et se disloque la cheville lors de la collision au marbre. Martinez tente quand même de lancer au troisième but pour retirer un autre coureur, Gorman Thomas, mais son relais aboutit au champ gauche, où son coéquipier George Bell lui renvoie la balle pour retirer Thomas, maintenant en course vers le marbre, et compléter un rare double-jeu 9-2-7-2,. Après 42 matchs joués pour Toronto en 1985, Martinez revient et joue la moitié des matchs des Jays en 1986 avant d'annoncer sa retraite.
En 17 saisons, Buck Martinez a disputé 1 049 matchs dans le baseball majeur. Il compte 618 coups sûrs, dont 128 doubles et 58 circuits, marque 245 points et en produit 321. Sa moyenne au bâton en carrière s'élève à ,225. Il n'a joué qu'une fois en éliminatoires : pour Kansas City, il réussit 5 coups sûrs en 15 présences officielles au bâton pour une moyenne de ,333 avec 4 points produits dans les 5 matchs de la Série de championnat 1976 de la Ligue américaine face aux Yankees de New York.

## Carrière dans les médias
Après sa carrière de joueur, Buck Martinez demeure au Canada, où il travaille dès 1987 comme analyste à la radio lors des matchs des Blue Jays de Toronto. Il se tourne éventuellement vers la télévision et est analyste lors des matchs des Jays à TSN. Il participe à la retransmission des matchs de l'équipe jusqu'en 2000, en plus d'être employé par ESPN de 1992 à 2000. Il quitte le micro pour diriger les Blue Jays en 2001 et 2002.
De 2003 à 2009, il est analyste lors des matchs des Orioles de Baltimore à la télévision du réseau MASN (en).
En 2010, il retourne au Canada lorsque Rogers Media l'engage, cette fois pour faire la description des matchs des Blue Jays de Toronto à la chaîne télévisée Sportsnet. En septembre 2014, Martinez et son collègue en ondes depuis 2010, Pat Tabler, acceptent de nouveaux contrats de 5 ans.

## Carrière d'entraîneur
Le 2 novembre 2000, les Blue Jays de Toronto annoncent que Buck Martinez quitte le micro pour devenir le nouveau gérant de l'équipe. Succédant à Jim Fregosi, il dirige le club des Blue Jays qui terminent en milieu de peloton en 2001, avec 80 victoires et 82 défaites. En 2002, les Jays perdent 33 de leurs 53 premiers matchs et Martinez est congédié et remplacé par Carlos Tosca le 3 juin, après le pire départ en deux décennies de la formation torontoise.
Au total, les équipes des Blue Jays qu'il dirige remportent 100 matchs contre 115 défaites, pour un pourcentage de victoires de ,465.
En 2006, Martinez dirige l'équipe des États-Unis durant la Classique mondiale de baseball.

## Vie personnelle
Buck Martinez et son épouse ont un fils, Casey Martinez, qui est repêché en juin 2000 au 47e tour de sélection par les Blue Jays de Toronto et qui joue professionnellement en ligues mineures jusqu'en 2003.